# گاسپورت
گاسپورت (به انگلیسی: Gosport) شهری در منطقهٔ لندن کشور انگلستان است که این کشور خود بخشی از بریتانیا محسوب می‌شود. این شهر در سال ۱۹۹۱ میلادی ۶۷٫۸۰۲ نفر جمعیت داشته و در سرشماری سال ۲۰۰۱ جمعیت آن به ۶۹٫۳۴۸ نفر رسیده‌است. میزان رشد سالانهٔ جمعیت گاسپورت ‎-۰٫۱ درصد می‌باشد و جمعیت این شهر در سال ۲۰۱۲ به ۶۸٫۶۲۶ نفر تغییر یافت.